# 王心恬
王心恬（Candy Wang，1985年4月6日—），暱稱糖果王，台灣名模藝人、作家。新北市出生。世新大學數位多媒體設計系畢業，曾獲傑出畢業生獎項。
高三時因參加Lancôme七年級美少女比賽獲得現場最佳人氣獎，得獎後進入凱渥模特兒經紀公司。2009年正式出道，走過大型時裝及精品珠寶品牌秀。因熱愛插畫，於2011年出版第一本個人圖文創作繪本《鸟事》。平時喜歡游泳、騎車、跑步，潛水，滑雪 及旅行。
2019年12月，創立獨立香氛品牌NAMUA那木瓦香氛。

## 演出作品

### 電視劇
- 愛的生存之道 飾演 妍妍

### 電影
- 海霧 飾演 阿丁女人

### 音樂錄影帶
- 徐若瑄《決定愛你》[1]
- 周杰倫《跨時代[2]》
- 李玖哲《最後的那一天[3]》
- 林昕陽《遠遠愛[4]》
- 黃立成《成吉思汗[5]》

### 主持節目
- 《我的好動地圖》
- 《名模時尚週報》
- 《Yahoo時尚現場》
- 《行旅箱女孩》
- 《去吧！王牌特訓員》
- 《幸福空間》
- 《台灣萌萌的》

### Fashion
Haat、ISSEY MIYAKE、i Blues、Dior、KOOKAI、Me、MARELLA、MARINA RINALDI、Pleats Please、FENDI、Calvin klein、Blumarine、GUCCI、DIESEL、BOTTEGA VENETA、BURBERRY、CHANEL、COACH、Ferragamo、Max Mara、Yves Saint Laurent、sergio rossi、LONGCHAMP、PAUL & JOE、See by Chloe、VALENTINO、7 for all mankind、Jean Paul GAULTIER、JAMEI CHEN、Shiatzy Chen

### 電視廣告
Lee、遠傳電信、台灣大哥大、嬌生美體主張、成吉思汗online、阿瘦皮鞋、依必朗沐浴乳、健之佳品健葡萄籽軟膠囊 、遊戲口袋戰爭Online、acer筆記型電腦、
PALMER'S保養品、遊戲部落風暴、Panasonic、Blender、Earljean、Pearson&Craig保養品、蜜妮妙鼻貼、遊戲潮麻將online、遊戲名模超級比一比、KODZ、遊戲口袋戰爭 丞石建築 Acer筆記型電腦

### 代言
- Lee牛仔褲
- ACER電腦
- 依必朗沐浴乳
- 遊戲成吉思汗
- 遊戲口袋戰爭
- JOAN瓊安服飾
- 新北市消防平安大使
- 台鹽生技All in one 代言人
- 2020澎湖菊島跨海馬拉松代言人
- 2021全國運動大會新北市聖火大使
- 2022高雄富邦馬拉松代言人
- 2022丞石建設年度代言人

## 出版書籍
| 出版日期 | 書名                                                                        | 出版社   | ISBN                                      |
| -------- | --------------------------------------------------------------------------- | -------- | ----------------------------------------- |
| 2011年   | 《鳥事》圖文插畫書                                                          | 凱特文化 | ISBN 9789866175480                        |
| 2016年   | 《圖耳其：找到最好的自己》                                                  | 尖端出版 | ISBN 9789571062778                        |
| 2021年   | 狂飆的18鐵人 台灣經典賽事與備賽攻略                                         | 墨刻     | ISBN 9789862896099 （页面存档备份，存于） |
| 2023年   | 跑騎全台灣 : 狂飆的18鐵人╳32條私房跑步單車訓練路線╳38場亞洲經典賽事備戰守則 | 墨刻     | ISBN 9789862899076 （页面存档备份，存于） |

## 設計作品
- 《手機殼設計》
- 《LiBre 禮盒設計》
- 《公益插畫》
- 《寶鉑錶─心繫海洋》
- 《台北新光羊年燈節藝術》
- 《Paul & Joe SISTER》
- 《王心恬設計獨家雪板 Candy Weapon》
- 《NAMUA那木瓦香氛品牌創辦人》

## 運動賽事
- 2013 大鵬灣鐵人三項
- 2015 Challenge Taiwan國際鐵人賽 51.5
- 2014 Ironman 70.3
- 2014 大鵬灣鐵人三項
- 2015 adidas台北馬拉松(半馬)
- 2016 ROXY FITNESS戶外運動營
- 2016 Challenge Taiwan 70.3
- 2016 吳哥窟超級馬拉松 111k
- 2016 We tri 51.5 墾丁鐵人三項
- 2018 夏威夷全馬拉松 42k
- 2018 內蒙古超級馬拉松 111k
- 2018 agnes'b香港女子路跑
- 2019 SUPERACE國際馬拉松-敦煌站 115K
- 2020 澎湖菊島跨海馬拉松 42k 代言人
- 2022 高雄富邦馬拉松代言人
- 2022 Challenge Taiwan51.5k
- 2023 Challenge Taiwan51.5k
- 2023Lava玩賽51.5k

## 外部連結
- 王心恬新浪微博
- Instagram
- Facebook